# Aulopus filamentosus
Il lacerto o merluzzo imperiale (Aulopus filamentosus) è un pesce di mare della famiglia Aulopidae.

## Distribuzione e habitat
È presente nel mar Mediterraneo e nell'Oceano Atlantico orientale tra il Portogallo e le Canarie. È presente anche nel mar dei Caraibi e nel Golfo del Messico. Questa specie ha una distribuzione discontinua, comune presso lo stretto di Messina e lungo la costa toscana nei pressi di Livorno, piuttosto raro nel resto dei mari italiani. 

Vive in acque profonde tra i 200 ed i 1000 metri ed ha uno stile di vita bentonico.

## Descrizione
La bocca è ampia ed arriva oltre l'occhio. La forma è slanciata, il corpo ha la sua massima altezza in corrispondenza della pinna  dorsale. È presente una piccola pinna adiposa, la dorsale ha i primi raggi molto allungati, l'anale è rettangolare, le pinne ventrali sono ampie ed inserite posteriormente rispetto alle pinne pettorali che sono più piccole. La pinna caudale è biloba.

Il colore è marrone rossastro con macchie scure e tonalità giallastre. Le pinne sono tutte di colore rosa aranciato. 

Arriva a 40 cm.

## Alimentazione
È un predatore e cattura pesci e gamberetti.

## Riproduzione
Si riproduce tutto l'anno, le uova sono pelagiche e i giovanili hanno pinne pettorali ampie e di colore rosso.

## Pesca
Si cattura con palamiti e le sue carni sono generalmente apprezzate.